# Упсала-Цирк
АНО «Упсала-Цирк» — российский цирк, автономная некоммерческая организация социально-культурных услуг, занимающаяся социальной адаптацией беспризорных детей и подростков методом цирковой педагогики. Работает с 2000 года в Санкт-Петербурге. Цель организации — создание альтернативы уличной жизни, возвращение детей в общество и создание условий для их всестороннего развития.

## История
«Упсала-Цирк» был создан в 2000 году в Санкт-Петербурге немецкой студенткой Астрид Шорн и театральным режиссёром Ларисой Афанасьевой — они набирали беспризорных детей в коррекционных школах, детских комнатах милиции и просто на улице. Шорн стала идейным вдохновителем проекта, искала тренеров и деньги на цирк, писала письма в фонды, выполняла всю организаторскую работу, благодаря ей цирк получал финансирование из Германии, Франции. Афанасьева отвечала за художественную часть постановок, за режиссуру. Спустя четыре месяца был поставлен первый номер «Услышать сердцем», труппа выступила в Берлине на цирковом фестивале «Cabuwazi» и стала его лауреатом. Первое время цирк выступал преимущественно в Европе, за счёт европейских благотворительных фондов. В 2005 году в организации состояли уже три артистические группы, в которых занимались 30 детей, а месячный бюджет поднялся до $5000. «Упсала-Цирк» удостоился премии международного циркового фестиваля в Мюнхене.
В 2011 году при поддержке владельца управляющей компании «Теорема» Игоря Водопьянова на Свердловской набережной (на территории бизнес-центра «Полюстрово») возведён первый стационарный шатёр (ранее цирк размещался в арендуемых помещениях). Впоследствии на прилегающей территории организаторы устроили так называемый «Упсала-Парк», летний семейный развлекательный комплекс для проведения концертов, уроков по цирковому искусству и других мастер-классов для детей. В разное время в мероприятиях парка принимали участие Вячеслав Полунин, Яна Тумина, Институт имени Гёте, музыкальный проект Евгения Фёдорова Optimystica Orchestra, Хоронько-оркестр, Константин Арбенин, мульт-студия «Да», творческая мануфактура ПТХ, «Открытая библиотека», издательство «Поляндрия» и др. Начиная с 2012 года всю музыку для спектаклей пишет известный композитор Дмитрий Максимачёв.
По состоянию на 2013 год годовой оборот организации возрос до 11 млн рублей, при этом окупаемость составляла 10-12 % — доход складывался из продажи билетов и сувенирной продукции: футболок, значков, сумок и пр. В следующем году рентабельность возросла до 30 %. Если раньше цирк специализировался в основном на европейских турах, более удобных и прибыльных, то начиная с этого момента выступления стали проходить и в России совместно с социальным проектом Евгения Горькаева «Душевный базар», труппа побывала в Красноярске, Новосибирске, Сочи, Краснодаре, Ростове-на-Дону, на Урале, во Владивостоке, Хабаровске и в других регионах.
В 2015 году на базе «Упсала-Цирка» в Санкт-Петербурге открылась Школа цирковой педагогики.

## Деятельность
Занятия с детьми проводятся профессиональными цирковыми тренерами, хореографами и режиссёрами. Всего по состоянию на 2014 год в организации работали 16 человек и проходили обучение 70 детей из группы социального риска в возрасте от 7 до 18 лет. Ежегодно в кризисных центрах и коррекционных школах проходят наборы, в результате которых в цирк попадают около 50 новых детей (примерно 35 из них остаются в цирке на постоянной основе). В репертуар входят несколько спектаклей. За 15 лет своего существования «Упсала-Цирк» совершил более 500 гастрольных туров по Европе. Доход организации при этом составляется из продажи билетов, проведения корпоративных мероприятий по тимбилдингу, организации праздников и торжеств.
Сотрудники цирка реализуют многие побочные социальные программы, например, на территории спецшколы № 1 ими организован «Цирк за забором», где проводятся тренировки по паркуру для малолетних преступников. Помимо трёх основных групп в цирке работает специальная группа под руководством Натальи Кашиной, собранная из детей с ограниченными возможностями, главным образом из детей с синдромом Дауна. Проводятся мастер-классы в рамках всероссийской социальной программы «Сила мечты».
Выпускники цирка преподают акробатическое мастерство в училищах, поступают в институты, некоторые были взяты на стажировку в «Академию Фрателлини», известную школу циркового искусства в Париже.

## Награды и премии
- 2022 — премия «Арлекин» за спектакль «Перья»
  - за лучшее музыкальное оформление (Даниил Коронкевич);
  - за лучший актёрский ансамбль;
  - за лучшую работу хореографа (Елена Русина);
  - за лучшую работу художника-постановщика (Николай Хамов)[14].